# Общая биология
О́бщая биоло́гия (англ. General Biology, нем. Allgemeine Biologie) — наука (научная дисциплина, биологическая область знания, а также соответствующая учебная дисциплина), изучающая основные и общие для всех организмов закономерности их функционирования в процессе жизни. Задача общей биологии — выявление и объяснение общего, одинаково верного для всего многообразия организмов, общие закономерности развития природы, сущность жизни, её формы и развитие. Так как общая биология включает в себя ряд других самостоятельных наук, её часто вместо науки определяют как область биологии, исследующая наиболее общие, присущие всем живым существам закономерности. В российском УДК для общей биологии выделены разделы 574—577. 
Не следует путать общую биологию с теоретической биологией, частным случаем общей биологии, одной из основных задач которого является открытие и описание общих законов движения живой материи, преимущественно математическими методами и с позиций теории систем.
По мнению учёных, в современной науке, результаты которой обычно публикуют в журналах с высоким импакт-фактором, такой науки как «Общая биология» (General Biology), аналогично «общей физике», не существует. Однако в ведущих университетах читаются курсы для бакалавров первого года обучения, то есть «Общая биология» существует лишь как вводный в биологию учебный курс.

## История
В 1802 году возникает термин биология. Г. Р. Тревиранус определяет биологию как  науку о общих характеристиках у животных и растений, а также специальных предметных рубрик, которые изучали его предшественники, в частности К. Линней .
В 1832 году издается книга «Allgemeine Biologie der Pflanzen» («Общая биология растений») (Гpeйфсв., 1832), является переводом книги «Lärobok i botanik» Карла Агара.
Уже в 1883 году читаются курсы по общей биологии в университете Новой Зеландии .
Общую биологию как отдельный курс начали преподавать в первой половине XX века, что было связано с успехами в изучении клетки, микробиологическими исследованиями, открытиями генетики, словом — превращением биологии из вспомогательной, частной, описательной науки (зоология, ботаника, систематика) в самостоятельную и чрезвычайно востребованную область знаний.
В 1940 году академиком И. И. Шмальгаузеном основан «Журнал общей биологии».
Как учебная дисциплина общая биология преподаётся в старших классах средней школы с 1963 года, а в 1966 году была опубликована книга «Общая биология» под редакцией Ю.И.Полянского, используемая в качестве учебного пособия.

## Основные разделы
Традиционно общая биология включает: цитологию, эмбриологию, гистологию, селекцию, генетику, биологическую химию, молекулярную биологию, биотехнологию, экологию, биологию развития, эволюционное учение, учение о биосфере и учение о человеке (биологический аспект).

## Значение общей биологии
Теоретическое и гуманитарное значение общей биологии состоит в формировании материалистического мировоззрения, формировании экологического мышления. 
Развитие системного подхода позволило избавиться от механицизма с одной стороны, и витализма с другой. В рамках общей биологии стали говорить о сложных системах, где количественный уровень сложности переходит в качественный. Именно уровень сложности делает материю живой, хотя внутри неё действуют физические и химические законы. По уровню сложности и разграничиваются естественные науки: атомы — исследует физика, молекулы — объект изучения химии, а с уровня макромолекул начинается биология. С уровня макромолекул появляются качественно новые свойства, характеризующие живую материю. Таким образом, живые системы не ограничиваются физическими и химическими законами, как это представлял физикализм или механицизм, и в то же время нет необходимости говорить о неком духе (витализм) для объяснения биологического уровня сложности.

## Связанные науки

### Теоретическая биология
Эрвин Бауэр в своей книге «Теоретическая биология» рассматривает общую биологию как теоретическую науку, одной из основных задач которой является открытие и описание общих законов движения живой материи .